# Stella Matutina (Jesuitenkolleg)
Stella Matutina war, mit Unterbrechungen, von 1856 bis 1979 ein Privatgymnasium des Jesuitenordens in Feldkirch.

## Geschichte

### Zusammenfassung
Im Jahre 1649 ließ sich der Jesuitenorden in Feldkirch nieder und unterhielt dort bis zur Aufhebung des Jesuitenordens 1773 ein Kolleg. Ab 1856 gab es in Feldkirch das Jesuitenkonvikt „Stella Matutina“, das ursprünglich auf der rechten Illseite war.

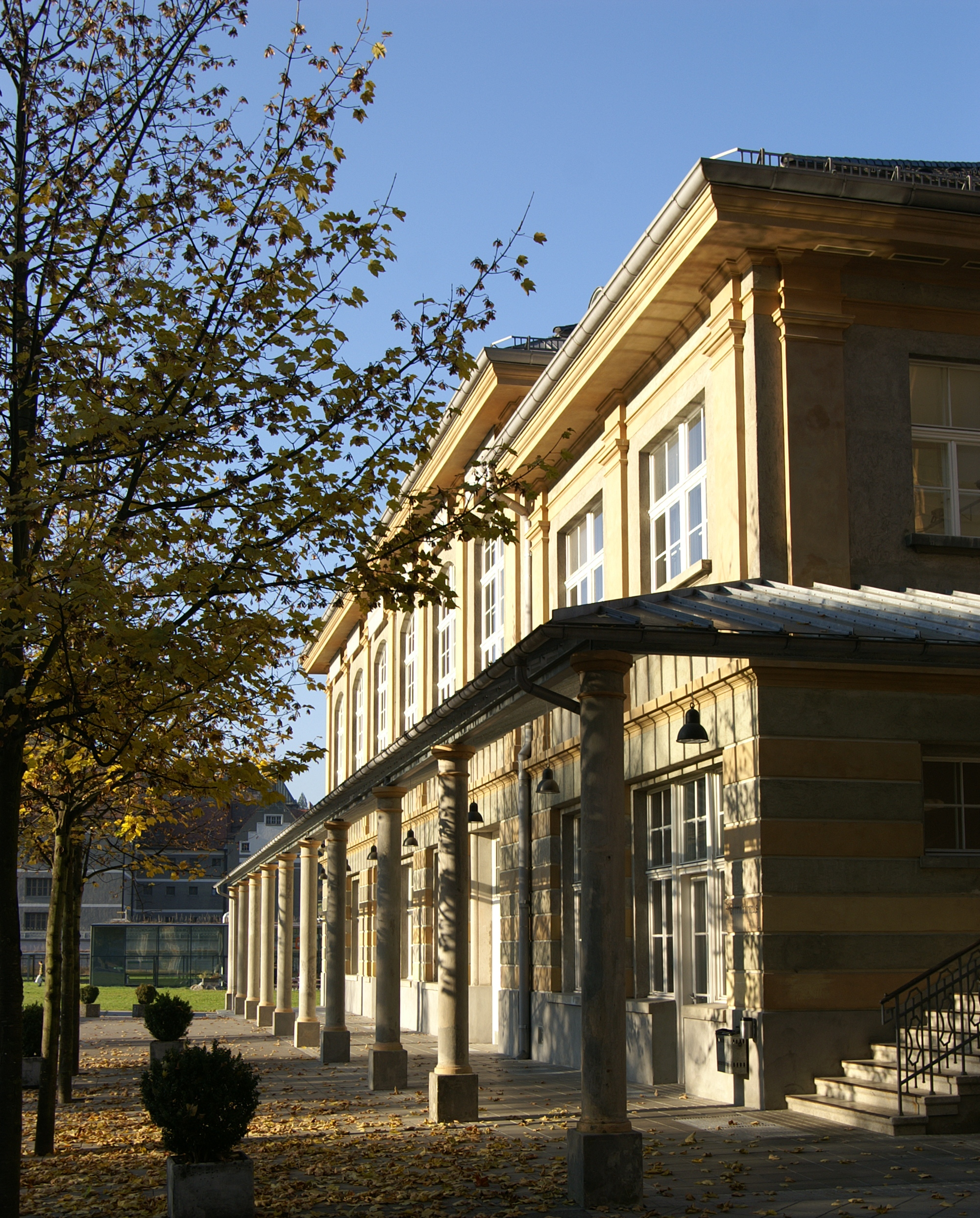
Landeskonservatorium – Pförtnerhaus (Westseite) vom Hauptgebäude her gesehen

Um dem starken Zulauf an Schülern gerecht zu werden, wurde 1900/1901 ein neues Schulgebäude erbaut. Im Jahre 1938 wurde die Schule durch die nationalsozialistischen Machthaber wieder geschlossen und als Reichsfinanzschule und später als Lazarett verwendet.
Die Schule galt als Elitegymnasium, an dem auch viele katholische Adelige aus dem Deutschen Reich unterrichtet wurden.
Nach dem Zweiten Weltkrieg wurde das Kolleg wieder eröffnet. Die letzte Matura an der Schule fand im Jahre 1979 statt. Seit 1977 beherbergt das Gebäude die Stella Vorarlberg Privathochschule für Musik, an dem heute über 400 Studenten dem Studium der Musik nachgehen.

### Vorgeschichte: 1547–1649
Zwischen 1550 und 1700 wurden knapp 50 Jesuitenkollegien in Deutschland gegründet. Dazu kamen 13 in Preußen-Polen, 36 in Österreich und Ungarn und fünf in der Schweiz.
Im Jahre 1547 gründeten die Jesuiten in Messina das erste Jesuitenkolleg für externe Schüler, (d. h. für solche, die dem Orden nicht angehörten und nicht die Absicht hatten, einzutreten). Petrus Canisius unterrichtete dort und sammelte Erfahrungen für seine späteren Gründungen in Deutschland und in der Schweiz.
Das erste deutsche Kolleg wurde 1556 von Pater Johannes Retius als „Tricoronatum“ (Dreikönigsgymnasium) in Köln gegründet; es besteht heute noch unter diesem Namen. Zuvor war 1551 in Wien ein Kolleg mit Universitätsbetrieb gegründet worden.

### Jesuitenkolleg St. Nikolaus in Feldkirch, 1649–1773
Im Jahre 1649, nach dem Westfälischen Frieden, ließ sich der Jesuitenorden auf Wunsch des damals zuständigen Fürstbischofs von Chur zuerst in Form einer Missionsstation und im folgenden Jahr als Kolleg in Feldkirch nieder (Collegium Societatis Jesu Veldkirchy, Patronus S. Nicolaus).
Wesentlichen Anteil am Entstehen und auch an der Rettung der Stadt Feldkirch vor den Feinden hatte der als „Elias seiner Zeit“ oder auch als „Apostel des Bregenzerwaldes“ genannte Pater Stanislaus, der als Michael Saurbeck (1595–1647) geboren war und aus Wutöschingen stammte.
1652 studierten dort 150 Schüler in acht Klassen. Aus dem Jahr 1655 ist fortgesetzte sexualisierte Gewalt durch den Philosophielehrer Adam Herler SJ (1601–1672) dokumentiert, die auch Kinder namhafter Gönner des Kollegs betraf und daher von den Jesuiten als existenzbedrohlich wahrgenommen wurde.
Im Jahre 1697 vernichtete ein Großfeuer den größten Teil Feldkirchs und das Schulgebäude. 1726 überschwemmte die Ill die Stadt Feldkirch und die Schule. Die Aufhebung des Jesuitenordens durch Papst Clemens XIV. wurde am 10. November 1773 den Patres verlesen. Die Schule wurde geschlossen und die Güter versteigert.

### „Stella Matutina“, ab 1856 als k. k. Staatsgymnasium
Im Jahre 1814 ließ Papst Pius VII. den Jesuitenorden wieder zu. Pater Clemens Faller aus dem Elsass, seit 1852 Provinzial der deutschen Ordensprovinz, gründete 1856 in Feldkirch das Jesuitenkolleg „Stella Matutina“. Pater Faller, ein ehemaliger Freiburger Kollegszögling, erwarb in Feldkirch eine neu gebaute, aber ungenutzte Kaserne. Im selben Jahr erhielt er eine „allerhöchste Entschließung“ von Kaiser Franz Joseph I. mit der Genehmigung, unter Auflagen den Schulbetrieb als Kaiserlich-Königliches (k. k.) Gymnasium zu beginnen.

### Private Lehranstalt, 1868–1891
Es ging um Ratio Studiorum oder Staatsexamen: Jesuiten hatten seit Jahrhunderten mit einer etwa zehnjährigen intensiven Ordensausbildung und ihrer Studienordnung Ratio Studiorum, aber ohne Staatsexamen in ihren Kollegien unterrichtet. Die Ratio Studiorum, die in allen Kollegien Anwendung fand, war eine Sammlung praktischer Regeln für die Leiter der Jesuitenuniversitäten, Kollegien und deren Organe, Professoren, Theologen, Lehrer und Erzieher. Sie definiert Prüfungen und Anforderungen für Studienfächer und ein Klassensystem. Inhaltlich wurde auf die Ausbildung in Latein, Griechisch, Geschichte, Theologie, Musik, Theater und Rhetorik Wert gelegt. Latein war Umgangssprache, so auch in Feldkirch. Liberale Politiker forderten das österreichische Staatsexamen und staatliche Lehrpläne auch in Jesuitenschulen.
Nach diesbezüglichen Angriffen von Presse und Politik gegen die damaligen Jesuiten beschloss das Parlament in Wien, dem Jesuitenorden die Leitung des k.k. Staatsgymnasiums in Feldkirch zu entziehen. Den Patres in Feldkirch wurde die Lehrbefähigung abgesprochen. Das Kolleg selber durfte als private Lehranstalt dank des Schutzes von Kaiser Franz-Josef weiter bestehen. Der Lehrplan konnte nun freier gestaltet werden. Da viele Zöglinge nun vorwiegend aus Deutschland kamen, verlegte man sich noch mehr auf klassische Sprachen, was auch den Anforderungen der deutschen Gymnasien entsprach.

### Deutsches und Österreichisches Gymnasium, 1891–1919
Die „Stella“ als kaiserlich garantierte Privatschule ohne staatlichen Abschluss war für viele österreichische Eltern auf die Dauer nicht ausreichend. Das österreichische Öffentlichkeitsrecht wurde erworben und die Stella als Doppelgymnasium geführt. Nun begann die international geprägte Blütezeit des Kollegs. Schüler und Jesuitenlehrer kamen bis zu Beginn des Ersten Weltkriegs aus allen Ländern Österreichs, Böhmens, Mährens, Ungarns, Sloweniens, aber auch aus Polen, Italien, Deutschland, Frankreich, den USA usw. Mehrere Stellaprofessoren wechselten damals von Feldkirch zur päpstlichen Universität Gregoriana oder anderen Universitäten. Namhafte Jesuitenprofessoren verhalfen mit ihren Privatstudien der Stella zu einem zusätzlichen Ruf als wissenschaftliches Zentrum. Der Papsthistoriker Ludwig von Pastor, Achille Ratti (Vatikanbibliothek, der spätere Papst Pius XI.) und andere suchten in wiederholten Aufenthalten in Feldkirch ihre Gesellschaft und wissenschaftlichen Rat. Der Rektor des Kollegs in dieser Zeit war Anton David.
Der Ausbruch des Ersten Weltkriegs lastete schwer auf der Schule. Kriegsbedingte Blockaden und Feindseligkeiten reduzierten die ehemals zahlreichen Schülernationen im Wesentlichen auf Deutschland, Österreich und die Schweiz. Die Zahl der Schüler war in den Jahren 1914–1919 stark geschrumpft.
Im Juni 1917 gab es den letzten Kaiserbesuch, Karl I. war mit Kaiserin Zita zu Gast in der Stella Matutina. Der von Papst Johannes Paul II. am 3. Oktober 2004 seliggesprochene Kaiser Karl meinte damals in der Stella:

„Wer ein religiöses Fundament hat und religiös bleibt, der stellt überall seinen Mann.“

### Wiederaufbau und Schließung durch die Nationalsozialisten, 1919–1938
Der Pensionspreis stieg nach dem Krieg inflationsbedingt in fünf Jahren von 2.700 Kronen auf 11.000.000 Kronen pro Jahr. Aber es gab auch Lichtblicke. In kleiner Zahl konnten sich nach 1919 Angehörige anderer Nationen wieder einfinden. Die Zahl deutscher Schüler nahm nach 1920 infolge der dortigen wirtschaftlichen Schwierigkeiten immer mehr ab, was die Existenz der Stella Matutina mehr und mehr bedrohte. Ab 1923 wurden ganze Klassen entlassen oder mit österreichischen Klassen zusammengelegt. Umso wichtiger wurde die Anerkennung der Stella als deutsche Auslandsschule durch Berlin. Im Frühjahr kam ein Geheimrat Melber aus Berlin, um Schüler, Schule, Lehrpläne, die schulischen Einrichtungen und das Abitur zu begutachten, das Studiendirektor P. Otto Faller mit seinem Vorgänger P. Josef Knünz sorgfältig vorbereitet hatte. Die Ergebnisse waren hervorragend: Sechzehn Schüler bestanden mit Auszeichnung oder gut, vier mit genügend. Daraufhin informierte der deutsche Reichsinnenminister:

„Ich erkenne hiermit die deutsche Abteilung des Kollegs Stella Matutina in Feldkirch als eine den reichsdeutschen Gymnasien gleichwertige höhere Schule (Vollanstalt) widerruflich an. Die Bestätigung des gegenwärtigen Leiters der Anstalt Pater Otto Faller, wird hierdurch ausgesprochen.“

Auch in den folgenden Jahren waren die Abiturergebnisse hervorragend. Von 107 Schülern schlossen 86 mit Auszeichnung oder gut ab, 21 mit genügend. Die Schule blühte unter ihrem guten Ruf auf. Im Jahr 1931 wurden in Feldkirch wieder fast 500 Schüler unterrichtet, allerdings vorwiegend aus Deutschland und Österreich. Die internationale Bedeutung der Schule war 1914 für immer verlorengegangen.

#### Umzug nach St. Blasien, 1934
Nach der Machtergreifung durch die Nationalsozialisten in Deutschland versuchte die deutsche Reichsregierung Österreich unter wirtschaftlichen Druck zu setzen. Eine Tausend-Mark-Sperre wurde am 27. Mai 1933 vom Reichstag verabschiedet, nach der jeder deutsche Staatsbürger vor einer Fahrt nach Österreich 1000 Reichsmark zahlen musste. Damit war der Transfer der Pensionsgelder auf absehbare Zeit nicht mehr gesichert. Trotz verschiedener Versuche hat es sich leider als unmöglich erwiesen, die deutsche Auslandsschule der Stella Matutina als solche in Feldkirch auf die Dauer weiterzuführen. Man beschloss den Umzug des gesamten deutschen Gymnasiums ins Kolleg St. Blasien, ein ehemaliges Benediktinerkloster im Schwarzwald.
Am 20. März 1934 nahmen die 240 deutschen Buben sowie viele Patres und Lehrer schweren Herzens Abschied von Feldkirch. Die Stella hatte brüderlich geteilt, Bibliothek, Möbel, Geschirr, Schulinventar, insgesamt 13 Eisenbahnwaggons voller Sachen, die die Österreicher großzügig nach Deutschland schickten. Der bisherige Studien-Direktor Provinzial Otto Faller (1929–1934) leitete den schulischen Umzug und wurde Schuldirektor in St. Blasien im Schwarzwald, nahe seiner Heimat Saig. Als Schuldirektor wurde Provinzial Faller bald mit den Prinzipien der Erziehung im Nationalsozialismus konfrontiert und der Orden musste die Schule nach vielfachen Drangsalen bereits 1939 auf Druck der NS-Regierung wieder schließen.

#### 1934–1938
Die „Stella“ machte nun mit halber Kraft weiter. P. Josef Knünz wurde wieder Schuldirektor, wie schon vor 1929. Nur noch 223 Schüler verblieben im nun rein österreichischen Gymnasium. Die Feldkircher Stella Matutina führte den Schulbetrieb für österreichische und andere Schüler bis zu ihrer Schließung durch die Nazis weiter. Im Jahre 1938 wurde die Schule durch die nationalsozialistischen Machthaber geschlossen und als Reichsfinanzschule und später als Lazarett verwendet. Die Schule war lange Zeit hindurch großdeutsch eingestellt gewesen, dies bezeugen die privaten Aufzeichnungen des österreichischen Diplomaten Josef Schöner, der 1945 auf ein Interview von Kurt Schuschnigg, einem Stellazögling, folgendermaßen einging:
„[Schuschnigg] sprach aber nur vom deutschen Volk, nicht von den Österreichern. Erstaunlich – wenn es wahr sein sollte. Ob da die Erinnerung an die ‚Stella Matutina‘, deren Einstellung entgegen der herrschenden Meinung durch lange Jahre hindurch ausgesprochen großdeutsch war (viele reichsdeutsche Jesuitenpatres als Lehrer!) nachwirkt?“
Diese Einstellung hatte sie dennoch nicht vor der Schließung bewahren können, zumal die Jesuiten immer als besonders papsttreu galten und dies von den neuen Machthabern als Bedrohung empfunden wurde.

### Feldkircher Jesuitenmärtyrer
In der Jesuitenkirche in Innsbruck hängt eine Gedenktafel mit den Namen der Feldkircher Jesuitenpatres, die von den Nationalsozialisten wegen ihrer aufrichtigen Haltung zum Teil grausam hingerichtet wurden. Darunter befinden sich P. Alois Grimm und P. Alfred Delp, P. Johann Schwingshackel und P. Steinmeyer, die ihr Leben für ihren Glauben lassen mussten. Symptomatisch für den Hass gegen Jesuitenpatres war der Prozess gegen P. Alois Grimm. Sein Verteidiger am „Volksgerichtshof“, Dr. Joachim Lingenberg, schrieb nach der Verhandlung:

„Pater Grimms Verteidigung gehört zu den fürchterlichsten Erinnerungen meines Lebens. Es handelt sich um ein Stück historischer Wahrheit, die man festhalten sollte, vor allem in einer Zeit, die dazu neigt, das Geschehene zumindest in der Erinnerung zu bagatellisieren...“

### Letzte Jahre: 1946–1979
Nach dem Kriegsende lag die Stella Matutina in der französischen Besatzungszone. Mit 46 Schülern begann man im Oktober 1946 in ehemaligen Nebengebäuden mit einem Neuanfang. Feldkirch wurde von der deutschen Ordensprovinz der Jesuiten getrennt und gehörte nun zu der kleineren Vizeprovinz Schweiz. Bis zum Jahre 1956 war die Zahl auf 327 Schüler angewachsen.

#### Wiederaufleben
P. Blöchlinger, ein ehemaliger Schüler, Lehrer und Rektor des Hauses, berichtet aus den letzten Jahren: „Die Schule hat sich weiter entwickelt. 1953/54 war das Vollgymnasium mit österreichischem Öffentlichkeitsrecht ausgebaut und 1954 erhielt das Gymnasium die Ermächtigung zur Durchführung der deutschen Reifeprüfung. Im Herbst 1963 wurde neben dem humanistischen Gymnasium ein neusprachliches mit den Grundsprachen Englisch und Französisch eingeführt, eine Voraussetzung für die 1973 erfolgte Anerkennung der österreichischen Matura für die Schweizer Schüler. Somit war nun die Stella Matutina im deutschen Sprachraum die einzige katholische Privatschule, an der die Schüler aus Österreich, Südtirol, Deutschland und der Schweiz im Haus die von ihrem Land anerkannte Hochschulreife erlangten.“

#### Pedro Arrupes Entscheidung
Die Schule setzte ihren Unterrichtsbetrieb bis 1979 fort, als sie vom Jesuitengeneral Pedro Arrupe in einer nicht unumstrittenen Entscheidung mangels Nachwuchses in der zuständigen schweizerischen Ordensprovinz geschlossen wurde. Die letzte Matura an der Schule fand im Jahre 1979 statt. Weniger als zwei Jahre nach der historisch einmaligen Absetzung des kranken P. Arrupe durch Papst Johannes Paul II. wurde P. Paolo Dezza Jesuitengeneral, ein Fan und Freund Feldkirchs. Es war zu spät. P. Blöchlinger berichtet, dass insgesamt 10.648 Schüler die Stella Matutina besuchten, darunter 2334 Schüler von 1946 bis 1979. Die 2047 Schüler in den Jahren von 1946 bis 1971 verteilten sich nach Wohnort der Eltern auf folgende Länder: Österreich (916), Deutschland (500), Schweiz (408), Italien (101, davon Südtirol 86), Liechtenstein (22), Frankreich (63), übrige Länder 37 (England, Holland, Portugal, Schweden, Spanien, Ungarn, Ghana, Nigeria, USA, Mexiko, Bahamas, Bolivien, Brasilien, Kolumbien, Peru, Venezuela, Türkei, Indien, Indonesien, Australien).
Seit 1977 beherbergt das Gebäude das Vorarlberger Landeskonservatorium, an dem heute über 400 Studenten dem Studium der Musik nachgehen.

## Bekannte Professoren und Schüler
Die Bedeutung der Stella Matutina für ihre Zeit spiegelt sich unter anderem in den bekannten Persönlichkeiten, die dort als Lehrer, Professoren oder Erzieher unterrichtet haben. Es wirkten dort: Der Jesuitengeneral Franz Xaver Wernz, der spätere Kardinal Hans Urs von Balthasar, Kardinal Franz Ehrle, Hermann Hoffmann, Hugo Rahner, Otto Danneffel, Heinrich Pesch, Alois Urban Piscalar, Alexander Baumgartner, Wunibald Briem, Hermann Joseph von Fugger-Glött, Johann Georg Hagen, Otto Karrer, Max Pribilla, Erich Przywara, Otto Faller, Alfred Delp, Friedrich Muckermann, Augustin Rösch, Alois Grimm, Ludwig Kaufmann, Johannes Rick, Paul de Chastonay, Oswald von Nell-Breuning, Niklaus Brantschen, Paul Erbrich, Werner Nagel, Wilhelm Maria Peitz, Johannes Lindworsky, Ferdinand Strobel, Joseph Blötzer und Karl Josef Rudolf Cornely sowie Richard Gutzwiller.
Einige der genannten Lehrer und Erzieher waren zuvor Zöglinge an der Stella Matutina, wie zum Beispiel Kardinal Ehrle, Johannes Hagen, Professor und Leiter der päpstlichen Sternwarte, Joseph Fröbes, Professor der Philosophie in Falkenburg, Johannes Rick, Professor der Philosophie in Sao Leopoldo, Brasilien.
Auch einflussreiche weltliche Schüler kamen aus der Stella, so etwa der nachmalige Fürst Aloys zu Löwenstein-Wertheim-Rosenberg, Präsident des Zentralkomitees der deutschen Katholiken, der erste Schweizer General Niklaus Franz von Bachmann, Graf Max de Diesbach, Nationalrat, Graf Alfred Eckbrecht von Dürckheim-Montmartin, kommandierender General des II. Königlich Bayerisches Armee-Korps und Vertrauter Ludwigs II., Graf Franz-Josef Degenfeld Schonburg, Professor der Nationalökonomie an der Universität Wien, Kardinal Clemens August von Galen, Franz von Galen, der Bruder des Kardinals, Emanuel von Galen, MdL (DP), Cousin der beiden Genannten, Heinrich Adelmann von Adelmannsfelden, MdR (Zentrum), der Politiker Hans Georg von Oppersdorff, der Vorarlberger Landeshauptmann und zeitweilige Bundeskanzler Otto Ender, Kurt Schuschnigg, Diktator im austrofaschistischen Ständestaat und Bundeskanzler von Österreich (1934–1938, und 1939–1945 in verschiedenen Konzentrationslagern), Ferdinand von Lüninck, Oberpräsident der Provinz Westfalen 1933–1938 und Mitglied des Nationalkonservativen Widerstandes gegen Hitler, hingerichtet am 14. November 1944, der Jesuit und Theologe Josef Neuner, der Völkerrechtler Theodor Veiter, der österreichische Politiker und Südtirolfreiheitskämpfer Aloys Oberhammer, der Dichter Peter Paul Rainer, der Publizist Carl Doka, der Zoologe und Schriftsteller Franz Xaver Graf von Zedtwitz, der Vorarlberger Politiker und Jurist Guntram Lins, der Freiburger Jurist, Hochschullehrer und Politiker Vincent Gottofrey, der Freiburger Privatbankier und Politiker Ernest de Weck, die Walliser Politiker und Hotelunternehmer Alexander und sein Bruder Hermann Seiler, der Wiener Architekt Anton Liebe sowie der britische Schriftsteller Arthur Conan Doyle und der Südtiroler Künstler Robert du Parc-Locmaria. Der nachmalige Burgschauspieler Ignaz Kirchner besuchte die Schule ebenso wie der Experimentalpsychologe Alexander Willwoll, Michael Czinkota, Professor für internationale Betriebswirtschaft an der Georgetown University in Washington, sowie der Meteorologe Karl Gabl und die beiden Wirtschaftswissenschaftler und Rektoren der Universität Innsbruck Manfried Gantner und Christian Smekal. Auch der österreichische Außenminister Michael Linhart maturierte an der Stella. Unter den letzten Maturanten des Jahres 1979 war etwa der österreichische Jurist und Universitätsprofessor für Staats- und Verwaltungsrecht an der Universität Wien Ewald Wiederin.

## Architektur
Am Anfang stand die Kaserne:
Es stand in Feldkirch ein neu errichtetes Gebäude – ingens aedificium nennt es die Hauschronik etwas hyperbolisch – oberhalb des Mühletores am rechten Ufer der Ill. Hier war vordem das St. Leonhards-Kirchlein „in der Aue“ gestanden, das Graf Rudolf von Montfort auf Grund eines in seiner Gefangenschaft gemachten Gelübdes in den Jahren 1374–1379 erbaut hatte. Als in den Revolutionsjahren 1847–1849 stärkere Truppenkontingente in Vorarlberg stationiert waren, hatte der Stadtmagistrat die Hoffnung gehegt, eine Garnison zu erhalten. Er ließ 1850 das St. Leonhards Kirchlein abreißen und an seine Stelle eine Kaserne aufführen.
Aber die Truppen wurden in andere Teile Österreichs einquartiert, und die drei Stockwerk hohe Kaserne stand leer und wurde an die Jesuiten verkauft. Der Bau erwies sich aber als zu klein und musste nach zwei Jahren mit einem Studienflügel an der Ill erweitert werden. Danach stieg die Zahl der internen und externen Schüler von 50 auf 465 an.
Kaiser Franz Josef bewilligte daraufhin einen Neubau des bisherigen Staatsgymnasiums um 1860 und zeigte so seine Vorliebe für die christliche Erziehung und sein Wohlwollen gegenüber dem Feldkircher Gymnasium.
1877 wurde die Kaserne an der Südostecke um einen Klassenflügel erweitert. Bei steigenden Zöglingszahlen wurde im Herbst 1899 auf dem linken Ill-Ufer „der Neubau“ des Gymnasiums, das heutige Vorarlberger Landeskonservatorium errichtet, der mit einer gedeckten Eisenbrücke über den Fluss mit dem Altbau verbunden war. Das neue Gebäude der Stella Matutina wurde in den Jahren 1899 bis 1900 durch den Innsbrucker Architekten Peter Hutter erbaut. Der große Baukörper verliert durch seine Asymmetrie etwas von jener Monumentalität, die den Wiener Ringstraßenstil oft negativ erscheinen ließ. Die horizontalen Bänder berücksichtigen die topographische Situation.
In den Jahren 1890 und vor allem 1910 verursachten katastrophale Überschwemmungen der Ill dem Kolleg und der Stadt Feldkirch große Schäden. Nach dem Umzug des deutschen Gymnasiums nach St. Blasien wurde der Altbau auf der rechten Seite 1938 an die Stadt Feldkirch verkauft.